# هاتون پینکیلونی (ساندیا)
هاتون پینکیلونی (به اسپانیایی: Hatun Pinkilluni) یک کوه در پرو است که در پرو واقع شده‌است. هاتون پینکیلونی ۵٬۰۰۰ متر بالاتر از سطح دریا واقع شده‌است.